# Бе Квік 1887
«Бе Квік 1887» (нід. Be Quick 1887) — аматорський нідерландський футбольний клуб з міста Гронінген, заснований 1887 року. Домашні матчі проводить на стадіоні «Ессерберг», що здатний вмістити 10 000 осіб.

## Історія
Футбольний клуб було засновано 1887 року, що робить його одним з найстарших клубів Нідерландів. З 1916 року клуб грав у вищому дивізіоні країни аж до введення професіоналізму в Нідерландах у 1954 року. Найвищим досягненням стало чемпіонство в сезоні 1919/20.
Коли професійний футбол був введений у Нідерландах, у 1954 році «Бе Квік 1887» приєднався до професійних ліг. Клуб включили в третій дивізіон країни, який команда виграла у сезоні 1959/60 і наступні два роки провела у другому за рівнем дивізіоні країни Ерстедивізі, вилетівши з нього 1962 року. Після цього команда ще два сезони пограла в третій лізі, а 1964 року відмовилась від професіонального статусу і з того часу стала виступати в регіональних аматорських лігах.

## Досягнення
- Чемпіонат Нідерландів:
  -  Чемпіон (1): 1919/20
- Другий дивізіон:
  -  Чемпіон (1): 1959/60